# بيز فورا
بيز فورا (بالإنجليزية: Piz Fora)‏ هو أحد جبال سلسلة سلسلة بيرنينا ويقع في كانتون غراوبوندن في سويسرا. يحتل المرتبة رقم 87 في قائمة جبال سويسرا من حيث الارتفاع، إذ يبلغ ارتفاعه حوالي 3363 متر، بينما يبلغ ارتفاع نتوء الجبل 432 متر، هذا وقد سجل أول وصول لقمة الجبل عام 1875.